# 蔵王観光ホテル火災
蔵王観光ホテル火災（ざおうかんこうホテルかさい）とは、1983年（昭和58年）2月21日未明に山形県山形市蔵王温泉2番地の株式会社「蔵王観光ホテル」（木造、4階建、一部3階建、延床面積2,264平方メートル）で発生した火災である。
建物は全焼し、従業員5人、スキー客6人の合計11人が一酸化炭素中毒によって死亡、2名が負傷した。
本件火災による類焼で隣接する柏屋旅館、海老屋旅館など7棟も全焼した。

## 概要
蔵王温泉の温泉街にあった蔵王観光ホテルは、1920年代に建築されたホテルであり施設の陳腐化が進んでいた。さらに増築を重ね、複雑な館内構造となっていた。1982年（昭和57年）12月1日に「適マーク」の交付こそ受けていたものの、自動火災報知機がしばしば誤作動を起こしたことから、従業員がシステムを稼働させていなかった。
事故当日はスキー客など99名が宿泊していた。午前3時頃、本館（旧館）4階建1596平方メートルの2階部分にある萩の間トイレ暖房用電気ストーブから出火、折からの強風により一気に火の手が回った。従業員らの一時的な消火活動も行われたが、停電などにより避難を促す放送などは行えなかった。宿泊客の誘導についても、事故の前年に大掛かりな避難訓練が実施されていたが、この事故では火災があっという間に広がり、猛火と猛煙に包まれたことで館内全体がパニック状態に陥ったため、避難誘導は一部のホテル従業員を除いてはほとんど行われなかった。その避難誘導も従業員が各自でバラバラに行っており、統率が全く取れておらず、犠牲者の多くは複雑な館内の構造から逃げ場を失い倒れていた。
宿泊客99名と全従業員のうち大半は、避難誘導や自力で外に脱出したが、宿泊客の避難誘導にあたっていたホテル従業員、新宿区の保母（保育士）の団体、東京都職員労組の団体など11名が逃げ遅れて一酸化炭素中毒により死亡した。犠牲者は全て本館から発見され、6名が1階の配膳室付近、4名が2階食堂横のトイレ付近でうつぶせに倒れており、1名が3階客室で布団に入ったままの姿で発見されている。また犠牲者のうちの1名はホテル経営者の家族で、もう1名は火災当日に火災報知機のスイッチを切った女性従業員であった。そのほか柏屋旅館に83名、海老屋旅館に10名の宿泊客がいたが、こちらは火が回る前に早急に外に避難しており全員無事であった。
豪雪と吹雪の中、密集する温泉街で逃げまどう他のホテルからの避難客や2メートルにも及ぶ積雪、道幅の細い道路などに阻まれ、消防車の到着が遅れた。またホテルの場所が高台の傾斜地で足場が非常に悪かった上、当日は氷点下7℃で、道路のみならず消火用水までもが完全に凍結していたことなどから消火活動も難航し、放水もままならないまま周囲の温泉宿にも延焼するという最悪の事態となった。また、消火活動の際、消防士も凍結による転倒などで2名の負傷者を出している。
結果、午前6時40分にようやく鎮火。火元の蔵王観光ホテル2棟、類焼した周辺旅館等5棟が全焼した。しかし天候が回復せず吹雪が止まなかったため、行方不明者の搜索や犠牲者の搬出作業が始まったのは、翌々日になってからであった。このため温泉街のイメージが悪化し、一時的に観光客が減少する余波も生じた。

## その後
事故後、株式会社蔵王観光ホテルは廃業に追い込まれ、建物も現場検証後に直ちに全て取り壊されて更地になった。ホテル跡地には全焼した海老屋旅館が再建されたほか、元の海老屋旅館跡地に山形屋旅館が建てられた。同じく全焼した柏屋旅館も完全に取り壊されたが、こちらは再建されずにそのまま廃業した。柏屋旅館跡地は20年間以上も更地であったが、2004年に跡地の一部に蔵王プラザホテルと社員寮が建てられ、ホテルの社員寮に火災事故の慰霊碑が建てられている。
また、ホテル経営者であり防災管理者でもあった代表取締役は事故後に会社や個人所有の資産を遺族への賠償のために捻出するなど奔走していたが、後に業務上過失致死傷罪で逮捕され、1985年5月8日、山形地方裁判所の第一審判決で禁錮2年執行猶予3年の有罪判決を受けている（確定）。